# Monte Altare (Vittorio Veneto)
Monte Altare è un sito archeologico del Veneto nei pressi di Vittorio Veneto.

## Geografia
Il Monte Altare si trova a ovest di Vittorio Veneto e la sua cresta maggiore segnava il confine fra i paesi di Ceneda e Serravalle. È denominato "Monte", nonostante l'altitudine di 450 m slm, a causa del suo profilo aguzzo e tormentato, con creste, pendii scoscesi, valli profonde, alcune strapiombi rocciosi, e numerose sorgenti. L'origine del nome è incerta; in un documento notarile del 1435 conservato nella diocesi di Ceneda, il monte risulta denominato Antares, anche se non si hanno prove che tale nome sia in relazione con la stella omonima, mentre invece si ritiene sia la denominazione "Altare" in dialetto cenedese arcaico.

## Storia
Su tale sommità a partire dal primo millennio a.C. si sviluppò un villaggio fortificato (oppidum) che più tardi sarebbe diventato un tempio dedicato alla paleoveneta dea Reitia e successivamente, verso il V secolo a.C., avrebbe prosperato per quasi un altro millennio con l’esercizio della cleromanzia. Le divinità delle genti paleovenete erano in prevalenza femminili, partorite da una cultura sociale di stampo matriarcale ed attinenti al culto delle acque, della salute e fecondità, della fertilità della terra, alla prorompente vitalità della natura. In realtà più che di tempio inteso come definita struttura muraria è appropriato parlare di luogo sacro per la presenza di sortes, come in epoca pre-storica esistevano tra tutti i popoli europei. Questi luoghi sacri erano spesso collocati in aree di particolare valore evocativo-paesaggistico con la immancabile presenza di sorgenti, di cui il Monte Altare è punteggiato. I fedeli si recavano a consulto dai cleromanti con l’intento di conoscere il destino che li attendeva nell’intraprendere determinate imprese, soprattutto guerresche; per chiedere protezione, salute o grazie particolari. Durante il medioevo il sito fu noto con l'appellativo di Colum Maledictum.

## Archeologia
Queste informazioni sono state dedotte dai ritrovamenti casuali avvenuti in date diverse e con particolare importanza durante una campagna di scavi alla fine degli anni ottanta del XX secolo. Si tratta di antiche placchette in bronzo, frammenti di vasi ceramici di uso domestico, reperti bronzei come le fibule, dracme veneteghe, oboli del Norego, qualche laminetta d’oro, uno stilo scrittorio in ferro, chiodi, numerose monete romane. Molto particolari, anche se non rare fra i reperti votivi paleoveneti, le statuette maschili in bronzo di 4-6 cm di altezza, rappresentanti un guerriero col membro molto pronunciato (itifalliche) e reggenti, probabilmente, uno scudo e una spada.

## Sentieri
Il sito è incluso nel Percorso V12 del sistema sentieristico delle Colline del Prosecco di Conegliano e Valdobbiadene